# Liste der Nummer-eins-Hits in den britischen Charts (1975)
Dies ist eine Liste der Nummer-eins-Hits in den britischen Charts im Jahr 1975. Sie basiert auf den Official Singles Chart Top 50 und den Official Albums Chart Top 50, die vom Chart Information Network ermittelt wurden. Es gab in diesem Jahr 21 Nummer-eins-Singles und 15 Nummer-eins-Alben.

## Singles
| ← 1974 ← | Liste der Nummer-eins-Hits in den britischen Charts | Liste der Nummer-eins-Hits in den britischen Charts | Liste der Nummer-eins-Hits in den britischen Charts                                         | 1976 →                    |
| \| Zeitraum \| Wo. ges. \| Interpret \| Titel Autor(en) \| Zusätzliche Informationen \| \| (Zeitraum, Wochen auf Platz eins, Interpret, Titel, Autor[en], zusätzliche Informationen) \| \| \| \| \| \| ----------------------------------------------------------------------------------------- \| -------- \| ---------------------------- \| ------------------------------------------------------------------------------------------- \| ------------------------- \| \| 15. Dezember 1974 – 11. Januar 1975 4 Wochen \| 4 \| Mud \| Lonely This Christmas Michael Donald Chapman, Nicky Chinn \| – \| \| 12. Januar 1975 – 18. Januar 1975 1 Woche \| 1 \| Status Quo \| Down Down Francis Dominic Nicholas Michael Rossi, Robert Keith Young \| – \| \| 19. Januar 1975 – 25. Januar 1975 1 Woche \| 1 \| The Tymes \| Ms. Grace Johanna D. Hall, John J. Hall \| – \| \| 26. Januar 1975 – 15. Februar 1975 3 Wochen \| 3 \| Pilot \| January David T. Paton \| – \| \| 16. Februar 1975 – 1. März 1975 2 Wochen \| 2 \| Steve Harley & Cockney Rebel \| Make Me Smile (Come Up and See Me) Steve Harley \| – \| \| 2. März 1975 – 15. März 1975 2 Wochen \| 2 \| Telly Savalas \| If Wayland D. Holyfield \| – \| \| 16. März 1975 – 26. April 1975 6 Wochen \| 6 \| Bay City Rollers \| Bye Bye Baby Bob Crewe, Bob Gaudio \| – \| \| 27. April 1975 – 10. Mai 1975 2 Wochen \| 2 \| Mud \| Oh Boy Sonny West, Bill Tilghman, Norman Petty \| – \| \| 11. Mai 1975 – 7. Juni 1975 4 Wochen \| 4 \| Tammy Wynette \| Stand by Your Man Tammy Wynette, Billy N. Sherrill \| – \| \| 8. Juni 1975 – 21. Juni 1975 2 Wochen \| 2 \| Windsor Davies & Don Estelle \| Whispering Grass Doris Fisher, Fred Fisher \| – \| \| 22. Juni 1975 – 5. Juli 1975 2 Wochen \| 2 \| 10cc \| I’m Not in Love Eric Michael Stewart, Graham Keith Gouldman \| – \| \| 6. Juli 1975 – 12. Juli 1975 1 Woche \| 1 \| Johnny Nash \| Tears on My Pillow Ernie Smith \| – \| \| 13. Juli 1975 – 2. August 1975 3 Wochen \| 3 \| Bay City Rollers \| Give a Little Love Eric Faulkner, Stuart John Wood \| – \| \| 3. August 1975 – 9. August 1975 1 Woche \| 1 \| Typically Tropical \| Barbados Jeffrey Calvert, Max West \| – \| \| 10. August 1975 – 30. August 1975 3 Wochen \| 3 \| The Stylistics \| I Can’t Give You Anything (But My Love) George David Weiss, Hugo E. Peretti, Luigi Creatore \| – \| \| 31. August 1975 – 27. September 1975 4 Wochen \| 4 \| Rod Stewart \| Sailing Gavin Maurice Sutherland \| – \| \| 28. September 1975 – 18. Oktober 1975 3 Wochen \| 3 \| David Essex \| Hold Me Close David Essex \| – \| \| 19. Oktober 1975 – 1. November 1975 2 Wochen \| 2 \| Art Garfunkel \| I Only Have Eyes for You Musik: Harry Warren; Text: Al Dubin \| – \| \| 2. November 1975 – 15. November 1975 2 Wochen \| 2 \| David Bowie \| Space Oddity David Bowie \| – \| \| 16. November 1975 – 22. November 1975 1 Woche \| 1 \| Billy Connolly \| D.I.V.O.R.C.E. Robert Valentine Braddock, Claude Putman Jr., Sheb Wooley \| – \| \| 23. November 1975 – 24. Januar 1976 9 Wochen \| 9 \| Queen \| Bohemian Rhapsody Frederick Mercury \| – \| |                                                     |                                                     |                                                                                             |                           |
| ← 1974 |                                                     |                                                     |                                                                                             | → 1976 →                  |
| Zeitraum | Wo. ges.                                            | Interpret                                           | Titel Autor(en)                                                                             | Zusätzliche Informationen |
| (Zeitraum, Wochen auf Platz eins, Interpret, Titel, Autor[en], zusätzliche Informationen) |                                                     |                                                     |                                                                                             |                           |
| 15. Dezember 1974 – 11. Januar 1975 4 Wochen | 4                                                   | Mud                                                 | Lonely This Christmas Michael Donald Chapman, Nicky Chinn                                   | –                         |
| 12. Januar 1975 – 18. Januar 1975 1 Woche | 1                                                   | Status Quo                                          | Down Down Francis Dominic Nicholas Michael Rossi, Robert Keith Young                        | –                         |
| 19. Januar 1975 – 25. Januar 1975 1 Woche | 1                                                   | The Tymes                                           | Ms. Grace Johanna D. Hall, John J. Hall                                                     | –                         |
| 26. Januar 1975 – 15. Februar 1975 3 Wochen | 3                                                   | Pilot                                               | January David T. Paton                                                                      | –                         |
| 16. Februar 1975 – 1. März 1975 2 Wochen | 2                                                   | Steve Harley & Cockney Rebel                        | Make Me Smile (Come Up and See Me) Steve Harley                                             | –                         |
| 2. März 1975 – 15. März 1975 2 Wochen | 2                                                   | Telly Savalas                                       | If Wayland D. Holyfield                                                                     | –                         |
| 16. März 1975 – 26. April 1975 6 Wochen | 6                                                   | Bay City Rollers                                    | Bye Bye Baby Bob Crewe, Bob Gaudio                                                          | –                         |
| 27. April 1975 – 10. Mai 1975 2 Wochen | 2                                                   | Mud                                                 | Oh Boy Sonny West, Bill Tilghman, Norman Petty                                              | –                         |
| 11. Mai 1975 – 7. Juni 1975 4 Wochen | 4                                                   | Tammy Wynette                                       | Stand by Your Man Tammy Wynette, Billy N. Sherrill                                          | –                         |
| 8. Juni 1975 – 21. Juni 1975 2 Wochen | 2                                                   | Windsor Davies & Don Estelle                        | Whispering Grass Doris Fisher, Fred Fisher                                                  | –                         |
| 22. Juni 1975 – 5. Juli 1975 2 Wochen | 2                                                   | 10cc                                                | I’m Not in Love Eric Michael Stewart, Graham Keith Gouldman                                 | –                         |
| 6. Juli 1975 – 12. Juli 1975 1 Woche | 1                                                   | Johnny Nash                                         | Tears on My Pillow Ernie Smith                                                              | –                         |
| 13. Juli 1975 – 2. August 1975 3 Wochen | 3                                                   | Bay City Rollers                                    | Give a Little Love Eric Faulkner, Stuart John Wood                                          | –                         |
| 3. August 1975 – 9. August 1975 1 Woche | 1                                                   | Typically Tropical                                  | Barbados Jeffrey Calvert, Max West                                                          | –                         |
| 10. August 1975 – 30. August 1975 3 Wochen | 3                                                   | The Stylistics                                      | I Can’t Give You Anything (But My Love) George David Weiss, Hugo E. Peretti, Luigi Creatore | –                         |
| 31. August 1975 – 27. September 1975 4 Wochen | 4                                                   | Rod Stewart                                         | Sailing Gavin Maurice Sutherland                                                            | –                         |
| 28. September 1975 – 18. Oktober 1975 3 Wochen | 3                                                   | David Essex                                         | Hold Me Close David Essex                                                                   | –                         |
| 19. Oktober 1975 – 1. November 1975 2 Wochen | 2                                                   | Art Garfunkel                                       | I Only Have Eyes for You Musik: Harry Warren; Text: Al Dubin                                | –                         |
| 2. November 1975 – 15. November 1975 2 Wochen | 2                                                   | David Bowie                                         | Space Oddity David Bowie                                                                    | –                         |
| 16. November 1975 – 22. November 1975 1 Woche | 1                                                   | Billy Connolly                                      | D.I.V.O.R.C.E. Robert Valentine Braddock, Claude Putman Jr., Sheb Wooley                    | –                         |
| 23. November 1975 – 24. Januar 1976 9 Wochen | 9                                                   | Queen                                               | Bohemian Rhapsody Frederick Mercury                                                         | –                         |

## Alben
| ← 1974 ← | Liste der Nummer-eins-Hits in den britischen Charts | Liste der Nummer-eins-Hits in den britischen Charts | Liste der Nummer-eins-Hits in den britischen Charts | 1976 →                    |
| \| Zeitraum \| Wo. ges. \| Interpret \| Titel \| Zusätzliche Informationen \| \| (Zeitraum, Wochen auf Platz eins, Interpret, Titel, zusätzliche Informationen) \| \| \| \| \| \| ------------------------------------------------------------------------------ \| -------- \| ---------------- \| -------------------------- \| ------------------------- \| \| 17. November 1974 – 1. Februar 1975 11 Wochen \| 11 \| Elton John \| Greatest Hits \| – \| \| 2. Februar 1975 – 22. Februar 1975 3 Wochen \| 3 \| Engelbert \| His Greatest Hits \| – \| \| 23. Februar 1975 – 8. März 1975 2 Wochen \| 2 \| Status Quo \| On the Level \| – \| \| 9. März 1975 – 15. März 1975 1 Woche \| 1 \| Led Zeppelin \| Physical Graffiti \| – \| \| 16. März 1975 – 12. April 1975 4 Wochen \| 4 \| Tom Jones \| 20 Greatest Hits \| – \| \| 13. April 1975 – 26. April 1975 2 Wochen (insgesamt 9) \| 9 \| The Stylistics \| The Best of the Stylistics \| – \| \| 27. April 1975 – 17. Mai 1975 3 Wochen \| 3 \| Bay City Rollers \| Once Upon a Star \| – \| \| 18. Mai 1975 – 21. Juni 1975 5 Wochen (insgesamt 9) \| 9 \| The Stylistics \| The Best of the Stylistics \| – \| \| 22. Juni 1975 – 28. Juni 1975 1 Woche (insgesamt 2) \| 2 \| Wings \| Venus and Mars \| – \| \| 29. Juni 1975 – 12. Juli 1975 2 Wochen (insgesamt 5) \| 5 \| Carpenters \| Horizon \| – \| \| 13. Juli 1975 – 19. Juli 1975 1 Woche (insgesamt 2) \| 2 \| Wings \| Venus and Mars \| – \| \| 20. Juli 1975 – 9. August 1975 3 Wochen (insgesamt 5) \| 5 \| Carpenters \| Horizon \| – \| \| 10. August 1975 – 23. August 1975 2 Wochen (insgesamt 9) \| 9 \| The Stylistics \| The Best of the Stylistics \| – \| \| 24. August 1975 – 27. September 1975 5 Wochen (insgesamt 7) \| 7 \| Rod Stewart \| Atlantic Crossing \| – \| \| 28. September 1975 – 4. Oktober 1975 1 Woche \| 1 \| Pink Floyd \| Wish You Were Here \| – \| \| 5. Oktober 1975 – 18. Oktober 1975 2 Wochen (insgesamt 7) \| 7 \| Rod Stewart \| Atlantic Crossing \| – \| \| 19. Oktober 1975 – 8. November 1975 3 Wochen \| 3 \| Jim Reeves \| 40 Golden Greats \| – \| \| 9. November 1975 – 15. November 1975 1 Woche \| 1 \| Max Boyce \| We All Had Doctors’ Papers \| – \| \| 16. November 1975 – 20. Dezember 1975 5 Wochen (insgesamt 6) \| 6 \| Perry Como \| Greatest Hits \| – \| \| 21. Dezember 1975 – 3. Januar 1976 2 Wochen (insgesamt 4) \| 4 \| Queen \| A Night at the Opera \| – \| |                                                     |                                                     |                                                     |                           |
| ← 1974 |                                                     |                                                     |                                                     | → 1976 →                  |
| Zeitraum | Wo. ges.                                            | Interpret                                           | Titel                                               | Zusätzliche Informationen |
| (Zeitraum, Wochen auf Platz eins, Interpret, Titel, zusätzliche Informationen) |                                                     |                                                     |                                                     |                           |
| 17. November 1974 – 1. Februar 1975 11 Wochen | 11                                                  | Elton John                                          | Greatest Hits                                       | –                         |
| 2. Februar 1975 – 22. Februar 1975 3 Wochen | 3                                                   | Engelbert                                           | His Greatest Hits                                   | –                         |
| 23. Februar 1975 – 8. März 1975 2 Wochen | 2                                                   | Status Quo                                          | On the Level                                        | –                         |
| 9. März 1975 – 15. März 1975 1 Woche | 1                                                   | Led Zeppelin                                        | Physical Graffiti                                   | –                         |
| 16. März 1975 – 12. April 1975 4 Wochen | 4                                                   | Tom Jones                                           | 20 Greatest Hits                                    | –                         |
| 13. April 1975 – 26. April 1975 2 Wochen (insgesamt 9) | 9                                                   | The Stylistics                                      | The Best of the Stylistics                          | –                         |
| 27. April 1975 – 17. Mai 1975 3 Wochen | 3                                                   | Bay City Rollers                                    | Once Upon a Star                                    | –                         |
| 18. Mai 1975 – 21. Juni 1975 5 Wochen (insgesamt 9) | 9                                                   | The Stylistics                                      | The Best of the Stylistics                          | –                         |
| 22. Juni 1975 – 28. Juni 1975 1 Woche (insgesamt 2) | 2                                                   | Wings                                               | Venus and Mars                                      | –                         |
| 29. Juni 1975 – 12. Juli 1975 2 Wochen (insgesamt 5) | 5                                                   | Carpenters                                          | Horizon                                             | –                         |
| 13. Juli 1975 – 19. Juli 1975 1 Woche (insgesamt 2) | 2                                                   | Wings                                               | Venus and Mars                                      | –                         |
| 20. Juli 1975 – 9. August 1975 3 Wochen (insgesamt 5) | 5                                                   | Carpenters                                          | Horizon                                             | –                         |
| 10. August 1975 – 23. August 1975 2 Wochen (insgesamt 9) | 9                                                   | The Stylistics                                      | The Best of the Stylistics                          | –                         |
| 24. August 1975 – 27. September 1975 5 Wochen (insgesamt 7) | 7                                                   | Rod Stewart                                         | Atlantic Crossing                                   | –                         |
| 28. September 1975 – 4. Oktober 1975 1 Woche | 1                                                   | Pink Floyd                                          | Wish You Were Here                                  | –                         |
| 5. Oktober 1975 – 18. Oktober 1975 2 Wochen (insgesamt 7) | 7                                                   | Rod Stewart                                         | Atlantic Crossing                                   | –                         |
| 19. Oktober 1975 – 8. November 1975 3 Wochen | 3                                                   | Jim Reeves                                          | 40 Golden Greats                                    | –                         |
| 9. November 1975 – 15. November 1975 1 Woche | 1                                                   | Max Boyce                                           | We All Had Doctors’ Papers                          | –                         |
| 16. November 1975 – 20. Dezember 1975 5 Wochen (insgesamt 6) | 6                                                   | Perry Como                                          | Greatest Hits                                       | –                         |
| 21. Dezember 1975 – 3. Januar 1976 2 Wochen (insgesamt 4) | 4                                                   | Queen                                               | A Night at the Opera                                | –                         |

Die Angaben basieren auf den offiziellen Verkaufshitparaden der Official UK Charts Company für das Vereinigte Königreich. Die Datumsangaben beziehen sich auf das Gültigkeitsdatum der Charts, also jeweils die auf die Verkaufswoche folgende Woche.

## Jahreshitparaden
| ← 1974 ← | Liste der Nummer-eins-Hits in den britischen Charts | Liste der Nummer-eins-Hits in den britischen Charts | Liste der Nummer-eins-Hits in den britischen Charts | 1976 →   |
| \| Singles \| Position# \| Alben \| \| ---------------------------------------------------------------------------------------------------------- \| --------- \| ----------------------------------------- \| \| Bye Bye Baby Bay City Rollers Bob Crewe, Bob Gaudio \| 1 \| The Best of the Stylistics The Stylistics \| \| Sailing Rod Stewart Gavin Maurice Sutherland \| 2 \| Once Upon a Star Bay City Rollers \| \| I Can’t Give You Anything (But My Love) The Stylistics George David Weiss, Hugo E. Peretti, Luigi Creatore \| 3 \| Atlantic Crossing Rod Stewart \| \| Whispering Grass Windsor Davies & Don Estelle Doris Fisher, Fred Fisher \| 4 \| Horizon Carpenters \| \| Stand by Your Man Tammy Wynette Tammy Wynette, Billy N. Sherrill \| 5 \| Elvis’ 40 Greatest Hits Elvis Presley \| \| Give a Little Love Bay City Rollers Eric Faulkner, Stuart John Wood \| 6 \| 40 Golden Greats Jim Reeves \| \| Hold Me Close David Essex \| 7 \| Tubular Bells Mike Oldfield \| \| I Only Have Eyes for You Art Garfunkel Musik: Harry Warren; Text: Al Dubin \| 8 \| Greatest Hits Elton John \| \| The Last Farewell Roger Whittaker Musik: Roger Whittaker; Text: Ronald Arthur Webster \| 9 \| Venus and Mars Wings \| \| I’m Not in Love 10cc Eric Michael Stewart, Graham Keith Gouldman \| 10 \| The Singles 1969–1973 The Carpenters \| |                                                     |                                                     |                                                     |          |
| ← 1974 |                                                     |                                                     |                                                     | → 1976 → |
| Singles | Position#                                           | Alben                                               |                                                     |          |
| Bye Bye Baby Bay City Rollers Bob Crewe, Bob Gaudio | 1                                                   | The Best of the Stylistics The Stylistics           |                                                     |          |
| Sailing Rod Stewart Gavin Maurice Sutherland | 2                                                   | Once Upon a Star Bay City Rollers                   |                                                     |          |
| I Can’t Give You Anything (But My Love) The Stylistics George David Weiss, Hugo E. Peretti, Luigi Creatore | 3                                                   | Atlantic Crossing Rod Stewart                       |                                                     |          |
| Whispering Grass Windsor Davies & Don Estelle Doris Fisher, Fred Fisher | 4                                                   | Horizon Carpenters                                  |                                                     |          |
| Stand by Your Man Tammy Wynette Tammy Wynette, Billy N. Sherrill | 5                                                   | Elvis’ 40 Greatest Hits Elvis Presley               |                                                     |          |
| Give a Little Love Bay City Rollers Eric Faulkner, Stuart John Wood | 6                                                   | 40 Golden Greats Jim Reeves                         |                                                     |          |
| Hold Me Close David Essex | 7                                                   | Tubular Bells Mike Oldfield                         |                                                     |          |
| I Only Have Eyes for You Art Garfunkel Musik: Harry Warren; Text: Al Dubin | 8                                                   | Greatest Hits Elton John                            |                                                     |          |
| The Last Farewell Roger Whittaker Musik: Roger Whittaker; Text: Ronald Arthur Webster | 9                                                   | Venus and Mars Wings                                |                                                     |          |
| I’m Not in Love 10cc Eric Michael Stewart, Graham Keith Gouldman | 10                                                  | The Singles 1969–1973 The Carpenters                |                                                     |          |